# Aïcha Ouattara
Aïcha Ouattara est une comédienne, réalisatrice, scénariste française d'origine malienne et congolaise.

## Biographie
Aïcha Ouattara est la fille de Justin Kongo, politicien et Colonel d'armée du Congo, descendant de Manikongo.
Elle commence dans la comédie à l'âge de 11 ans, à Duclair en Normandie, dans un atelier animé par François Généreux. C'est lui qui lui permet d'être connu. En effet, avant de suivre des cours de comédie musicale pendant trois ans, suivis d’une année au Cours Florent et deux ans de cours au Studio Muller, François Généreux lui permet de faire du théâtre non seulement en Normandie mais aussi au Canada et à Paris.
En 2009, Jean Odoutan lui offre le rôle de Chimène dans son long métrage Pim-Pim Tché: Toast de vie. On la voit ensuite en 2010, au Théâtre de La Reine Blanche à Paris, dans sa propre mise en scène de la pièce satyrique La représentation de Phèdre de Racing. Lors de l’inauguration de l’exposition Art Tunis Paris au Ministère de la Culture, elle projette son premier documentaire, réalisé en 2011, qui est basé sur dix artistes tunisiens après la révolution.
Jean Digne la culture du hors, est son deuxième documentaire, initié en 2011, finalisé en 2019 il est diffusé à la Cité des Arts de la Rue à Marseille, lors de l’événement Marseille-Provence 2013 Capitale Européenne de la Culture.  Suit Concours en 2013, son premier court métrage,,,,.

## Filmographie

### Actrice

#### Cinéma
- 2010 : Pim-Pim Tché: Toast de vie de Jean Odoutan : Chimène
- 2014 : Jungle Jihad de Nadir Loulain

#### Courts métrages
- 2010 : Vous autres d'Oliver Nelly
- 2013 : Concours d'Aïcha Ouattara

#### Télévision
- 2006 : Les Secrets du Volcan de Michaela Watteau

### Réalisatrice
- 2011 : Arts Tunis Paris
- 2012 : Jean Digne la culture du hors
- 2014 : A côté de chez moi[8],[9]
- 2018 : Malika (court métrage)